# Aiguilles Rouges
Aiguilles Rouges é o nome geralmente dado ao maciço das Aiguilles Rouges nos Alpes Ocidentais, grupo dos Pré-Alpes da Saboia, no departamento francês da Alta-Saboia.
Do outro lado do Vale do Arve encontra-se o Maciço do Monte Branco. O cume mais alto do maciço das Aiguilles Rouges é a Aiguille du Belvédère que culmina a 2965 m de altitude.

## Etimologia
O nome rouge (vermelho) provém do grão de óxido de ferro(III) do gnaisse que constitui a rocha metamórfica de que é composta a montanha.

## Geografia
O maciço compõe-se não só das Aiguilles Rouges em si mesmas, mas também do maciço de Promeraz a oeste. A Aiguille du Belvédère oferece uma vista sobre as Aiguilles de Chamonix e os glaciares do Monte Branco, razão porque a travessia sul é conhecida como "a grande varanda sul". Aos pés da Aiguille du Belvédère encontra-se o lago Branco.
A Subdivisão Orográfica Internacional Unificada do Sistema Alpino dividiu os Alpes em duas grandes partes, Alpes Ocidentais e Alpes Orientais, separados pela linha formada pelo Rio Reno - Passo de Spluga - Lago de Como - Lago de Lecco.
Segundo a SOIUSA, os  Pré-Alpes da Saboia são formados pelo conjunto da Cordilheira das Aiguilles Rouges, Pré-Alpes do Giffre, Pré-Alpes do Chablais, Pré-Alpes de Bornes, Pré-Alpes de Bauges, e Pré-Alpes da Chartreuse.
Este acidente orográfico é uma Sub-secção alpina Ocidental com a seguinte classificação:
- Grande setor alpino: Alpes Ocidentais-Norte
- Secção alpina: Pré-Alpes da Saboia
- Subsecção alpina: Cordilheira das Aiguilles Rouges

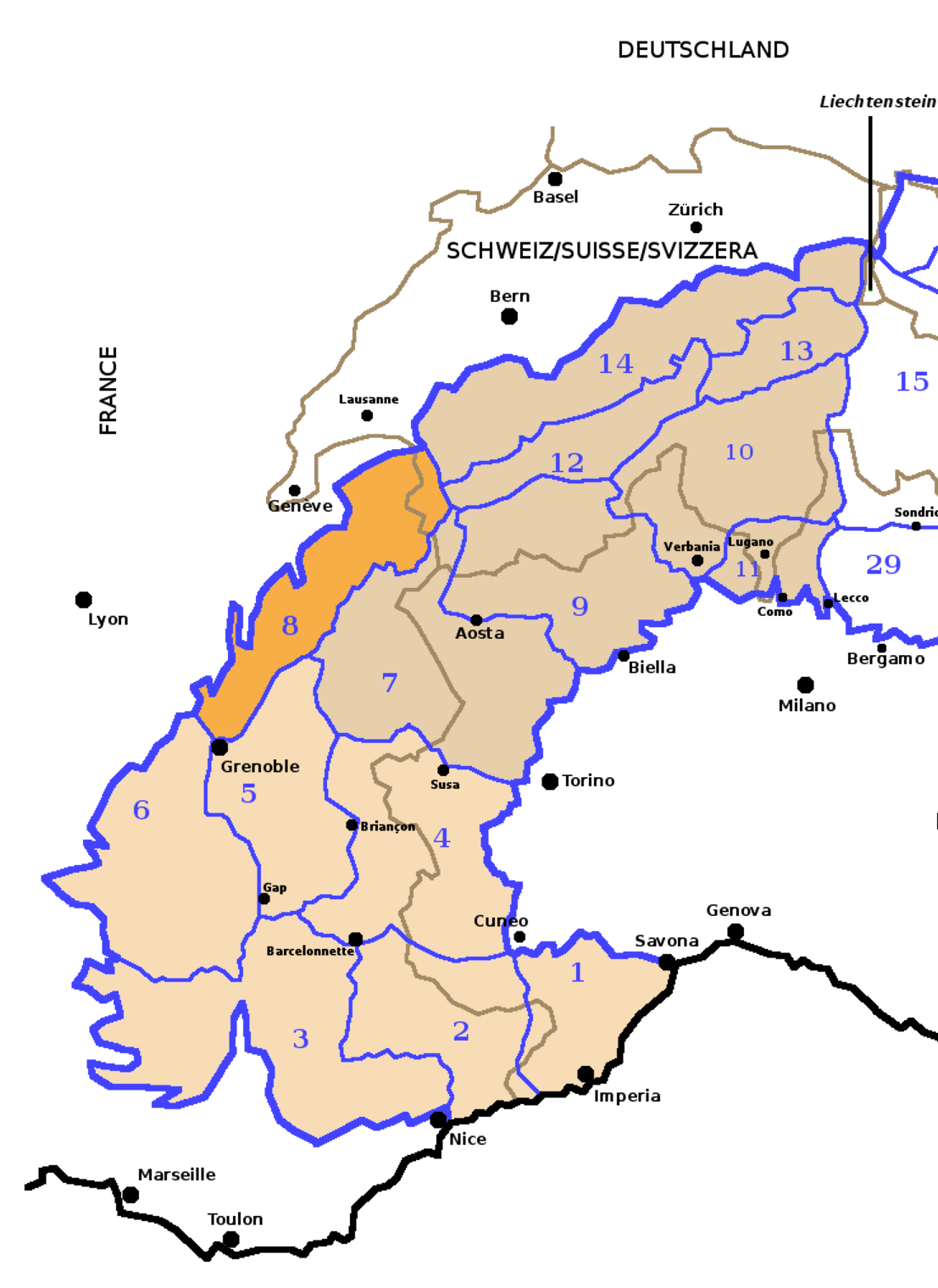
Zona de localização "8"

- Código: I/B-8.I